# Bañado de Aceguá
EL Bañado de Aceguá es un curso fluvial uruguayo que atraviesa el departamento de Cerro Largo.
Nace en la Cuchilla Matamoros, cerca de la localidad de Isidoro Noblía y desemboca en el río Negro tras recorrer alrededor de 30 km.